# Champ de bataille national de Fort Donelson
Le champ de bataille national de Fort Donelson (en anglais : Fort Donelson National Battlefield) est une aire protégée américaine située dans le comté de Calloway au Kentucky et le comté de Stewart dans le Tennessee. Établi en tant que parc militaire national le 26 mars 1928, il devient champ de bataille national le 16 août 1985 après avoir été inscrit au Registre national des lieux historiques dès le 15 octobre 1966. Il protège le site de la bataille de Fort Donelson, pendant la guerre de Sécession.